# Sigma Herculis
Sigma Herculis (σ Her / 35 Herculis) es una estrella en la constelación de Hércules de magnitud aparente +4,20.
Se encuentra a 314 años luz del sistema solar.

## Características
Sigma Herculis es una estrella blanco-azulada de tipo espectral B9V que ha finalizado su etapa como estrella de la secuencia principal.
Tiene una temperatura efectiva de 10.294 K y una luminosidad 236 veces superior a la luminosidad solar.
La medida directa de su diámetro angular, 0,48 milisegundos de arco, permite evaluar su radio, siendo éste unas cinco veces más grande que el radio solar.
Gira sobre sí misma muy deprisa, siendo su velocidad de rotación igual o mayor de 294 km/s.
Su contenido metálico es muy parecido al solar ([Fe/H] = +0,03).
Posee una masa 3,3 veces mayor que la masa solar y su edad es de aproximadamente 700 millones de años.
Sigma Herculis es una estrella binaria resuelta por interferometría cuyo período orbital es de 14,65 años.
Su compañera estelar, 3,5 magnitudes más tenue, tiene una masa de 1,84 masas solares.
Además, el satélite IRAS ha revelado que Sigma Herculis se halla rodeada por un disco circunestelar de polvo. El radio del disco es de 157 UA y su temperatura de 80 K.